# Bandipore (Distrikt)
Der Distrikt Bandipore (Urdu ضلع بانڈی پورہ), auch Bandipora, ist ein Distrikt im Kaschmirtal im Unionsterritorium Jammu und Kashmir in Indien.
Der Distrikt entstand im Jahr 2007 durch Abspaltung vom Distrikt Baramulla.

## Lage
Der Distrikt erstreckt sich im Kaschmirtal nördlich und östlich des Wularsees. Der nördliche Teil des Distrikts liegt im Himalaya und beinhaltet den Oberlauf des Kishenganga. Die nördliche Distriktgrenze verläuft entlang der Line of Control (LoC), der Demarkationslinie zu Pakistan.

## Bevölkerung
Nach der Volkszählung von 2011 hatte der Distrikt 392.232 Einwohner. Damit lag er auf Rang 560 von 640 Distrikten in Indien. Die Bevölkerungsdichte betrug 1137 Einwohner pro Quadratkilometer. Der Bevölkerungszuwachs von 2001 bis 2011 betrug 28,65 %. Die Geschlechterverteilung des Distrikts zeigte 889 Frauen auf 1000 Männer. Die Alphabetisierungsrate betrug 56,28 %.

## Verwaltungsgliederung
Der Verwaltungssitz des Distrikts ist der Ort Bandipore.
Der Distrikt ist in drei Tehsils gegliedert: Bandipore, Gurez und Sonawari.